# 며느라기
《며느라기》는 2020년 11월 21일부터 2021년 2월 6일까지 방송한 카카오TV 오리지널 드라마이며, 수신지의 동명의 카카오페이지 웹툰을 원작으로 한다.

## 개요
요즘 시대 평범한 며느리 '민사린'이 시월드에 입성하면서 겪는 다양한 에피소드를 담은 ‘시월드 격공일기’

## 등장인물

### 주요 인물
- 박하선 : 민사린 역 - 인테리어 가구 업체 대리, 구영의 아내. 인테리어 가구 업체에서 일하는 우리시대의 흔녀. 구일의 제수. 미영의 시올케언니. 남천과 기동의 막내며느리. 혜린의 손아래 동서.
- 권율 : 무구영 역 - 은행에서 근무하는 우리시대의 흔남. 사린의 남편. 남천과 기동의 둘째아들. 구일의 남동생. 혜린의 시동생. 미영의 오빠.
- 문희경 : 박기동 역 - 우리시대의 흔한 시어머니, 구일&구영&미영의 어머니. 남천의 아내. 사린과 혜린의 시어머니.
- 김종구 : 무남천 역 - 구영의 아버지, 공무원으로 수십년 간 일하다 은퇴했다. 구일&구영&미영의 아버지. 사린과 혜린의 시아버지.
- 조완기 : 무구일 역 - 구영의 형. 새 가정을 중요하게 생각하여 아내의 의사를 존중한다. 구영네 부모님도 이들 부부는 포기했다. 자기들끼리 잘 살면 된다고 생각한다. 혜린의 남편. 사린의 시아주버님. 미영의 큰 오빠. 남천과 기동의 큰아들.
- 백은혜 : 정혜린 역 - 구일의 아내. 매사 똑부러지는 혜린이 구일을 꽉 잡고 산다. 신혼 초 명절에 시댁 갔다가 아들, 딸은 다 놀러 나가고 어머니와 며느리만 제사음식한다는 사실에 반기를 든 후, 이 부부는 명절과 제사에는 시댁에 가지 않는다. 사린의 손윗 동서. 구영의 형수. 미영의 시올케언니. 남천과 기동의 맏며느리.
- 최윤라 : 무미영 역 - 구영의 여동생. 구영네 부부보다 약간 빨리 결혼했다. 미영은 엄마에게 배운대로 내조 잘하면 화목하게 잘 살 수 있을 줄 알았는데, 현실은 그보다 훨씬 복잡하다. 남편이 자꾸 친정 가서 돈 빌려 오라고 해서 화가 난다. 사린의 시누이로 얄미울 때도 있지만, 때로는 같은 며느리 입장에서 동변상련도 느낀다
- 최태환 : 김철수 역 - 미영의 남편. IT계통의 스타트업을 운영하는데 사업이 생각만큼 잘 풀리지 않는다. 구일과 구영의 매제. 남천과 기동의 사위. 사린과 혜린의 서방님.

### 그 외 인물
- 하성광 : 무남해 역 - 구영의 작은아버지
- 강애심 : 사린이 엄마 역
- 박수영 : 제주공방 사장 역
- 윤슬 : 혜리 역 - 사린의 직장 후배

## 회차별 제목

### 시즌 1
| 카카오TV | 카카오TV         | 카카오TV                           | 채널A | 채널A           | 채널A  |
| 회차     | 방송일           | 부제                               | 회차  | 방송일          | 시청률 |
| -------- | ---------------- | ---------------------------------- | ----- | --------------- | ------ |
| 1        | 2020년 11월 21일 | 며느라기를 받으시겠습니까?         | 1     | 2023년 1월 3일  | 1.4%   |
| 2        | 2020년 11월 28일 | 다들 너무했다                      | 1     | 2023년 1월 3일  | 1.4%   |
| 3        | 2020년 12월 5일  | 딸 같은 며느리                     | 1     | 2023년 1월 3일  | 1.4%   |
| 4        | 2020년 12월 12일 | 니네 할아버지 제산데 도와준다구요? | 2     | 2023년 1월 10일 | 1.1%   |
| 5        | 2020년 12월 19일 | 그날만 그렇게 있어주면 안될까?     | 2     | 2023년 1월 10일 | 1.1%   |
| 6        | 2020년 12월 26일 | 이래서 남자들하고 일하기가 싫어    | 2     | 2023년 1월 10일 | 1.1%   |
| 7        | 2021년 1월 2일   | 다시 돌고 돌고 돌고                | 3     | 2023년 1월 17일 | 1.3%   |
| 8        | 2021년 1월 9일   | 추석이란 무엇인가?                 | 3     | 2023년 1월 17일 | 1.3%   |
| 9        | 2021년 1월 16일  | 집 안의 사람, 집 밖의 사람         | 3     | 2023년 1월 17일 | 1.3%   |
| 10       | 2021년 1월 23일  | 딸 가진 죄인                       | 4     | 2023년 1월 24일 | 1.3%   |
| 11       | 2021년 1월 30일  | 어쩌다 우리 이렇게 달라졌을까?     | 4     | 2023년 1월 24일 | 1.3%   |
| 12       | 2021년 2월 6일   | 며느라기를 받으시겠습니까?         | 4     | 2023년 1월 24일 | 1.3%   |

### 시즌 2
| 카카오TV | 카카오TV        | 카카오TV                                      | 채널A | 채널A           | 채널A  |
| 회차     | 방송일          | 부제                                          | 회차  | 방송일          | 시청률 |
| -------- | --------------- | --------------------------------------------- | ----- | --------------- | ------ |
| 1        | 2022년 1월 8일  | 탈며느라기                                    | 1     | 2023년 7월 3일  | 1.132% |
| 2        | 2022년 1월 15일 | 인생에 완벽한 타이밍은 없다                   | 1     | 2023년 7월 3일  | 1.132% |
| 3        | 2022년 1월 22일 | 말할 수 없는 비밀                             | 2     | 2023년 7월 10일 | 0.611% |
| 4        | 2022년 1월 29일 | 이상한 숲 속의 백설공주                       | 2     | 2023년 7월 10일 | 0.611% |
| 5        | 2022년 2월 5일  | 엄마가 된다는 것                              | 3     | 2023년 7월 17일 | 0.956% |
| 6        | 2022년 2월 12일 | 그 오지랖 좀 넣어줄래?                        | 3     | 2023년 7월 17일 | 0.956% |
| 7        | 2022년 2월 19일 | 누구의 잘못도 아닌                            | 4     | 2023년 7월 24일 | 0.758% |
| 8        | 2022년 2월 26일 | 완벽한 엄마가 될 거야                         | 4     | 2023년 7월 24일 | 0.758% |
| 9        | 2022년 3월 5일  | 엄마의 자격                                   | 5     | 2023년 7월 31일 | 0.555% |
| 10       | 2022년 3월 12일 | 좋은 엄마가 되고 싶지만 엄마만 될 필요는 없어 | 5     | 2023년 7월 31일 | 0.555% |
| 11       | 2022년 3월 19일 | 사랑만으로 키울 순 없어                       | 6     | 2023년 8월 7일  | 0.533% |
| 12       | 2022년 3월 26일 | 그렇게 진짜 엄마가 된다                       | 6     | 2023년 8월 7일  | 0.533% |

## OST
다음은 오리지널 사운드트랙(OST) 싱글 앨범에 포함된 곡들이며, 정렬기준은 출시 순입니다.